# Suecia en los Juegos Paralímpicos de Salt Lake City 2002
Suecia estuvo representada en los Juegos Paralímpicos de Salt Lake City 2002 por un total de 19 deportistas, 17 hombres y dos mujeres.

## Medallistas
El equipo paralímpico sueco obtuvo las siguientes medallas:
| Nombre | Deporte            | Evento                         |
| --- | ------------------ | ------------------------------ |
| Oro |                    |                                |
| — |                    |                                |
| Plata |                    |                                |
| Cecilia Paulson | Esquí alpino       | Eslalon LW10-12 femenino       |
| Cecilia Paulson | Esquí alpino       | Eslalon gigante LW12 femenino  |
| Ronny Persson | Esquí alpino       | Eslalon LW10 masculino         |
| Ronny Persson | Esquí alpino       | Eslalon gigante LW10 masculino |
| Ronny Persson | Esquí alpino       | Supergigante LW10 masculino    |
| Emil Östberg | Esquí de fondo     | 10 km B2 masculino             |
| Bronce |                    |                                |
| Ronny Persson | Esquí alpino       | Descenso LW10 masculino        |
| Emil Östberg | Esquí de fondo     | 5 km B2 masculino              |
| Mikael Axtelius Daniel Cederstam Dedjo Engmark Marcus Holm Niklas Ingvarsson Rasmus Isaksson Bengt-Gösta Johansson Kenth Jonsson Göran Karlsson Jens Kask Joakim Larsson Leif Norgren Mats Nyman Frank Pedersen Leif Wahlstedt | Hockey sobre hielo | Torneo masculino               |